# Gogapur
Gogapur è una suddivisione dell'India, classificata come census town, di 6.371 abitanti, situata nel distretto di Ujjain, nello stato federato del Madhya Pradesh. In base al numero di abitanti la città rientra nella classe V (da 5.000 a 9.999 persone).

## Geografia fisica
La città è situata a 23° 33' 0 N e 75° 31' 0 E e ha un'altitudine di 485 m s.l.m..

## Società

### Evoluzione demografica
Al censimento del 2001 la popolazione di Gogapur assommava a 6.371 persone, delle quali 3.247 maschi e 3.124 femmine. I bambini di età inferiore o uguale ai sei anni assommavano a 1.032, dei quali 513 maschi e 519 femmine. Infine, coloro che erano in grado di saper almeno leggere e scrivere erano 4.133, dei quali 2.452 maschi e 1.681 femmine.